# Xot variable
El xot variable  (Megascops atricapilla) és una espècie d'ocell de la família dels estrígids (Strigidae). Habita els boscos del Paraguai i sud-est del Brasil. El seu estat de conservació es considera de risc mínim.